# USS Hawk (AM-133)
USS Hawk (AM-133) був мінним тральщиком ВМС США класу "Гок", головним судном у своєму класі, часів Другої світової війни.
Побудований у 1937 році як рибальський траулер зі сталевим корпусом MV Gale компанією Bethlehem Shipbuilding Co. у Квінсі, штат Массачусетс, для General Sea Foods Corp., Бостон, Массачусетс.
Він був придбаний ВМС 1 січня 1942 року. Переобладнання на тральщик почалося 8 січня 1942 року на заводі Bethlehem Steel Co., Східний Бостон, штат Массачусетс . Його конверсія була завершена 21 січня 1942 року перейменуванням на Hawk, і він був введений в експлуатацію 23 травня 1942 року.
Гок був призначений до 1- го військово-морського округу і базувався на базі Бостонської секції. Він виконував загальні обов'язки з розмінування поблизу Бостона, штат Массачусетс, і в середині 1943 року був призначений до Північного корабельного патруля.
Hawk був виведений з експлуатації 1 травня 1944 року, вилучений з Реєстру ВМС 16 вересня 1944 року і проданий. Що трапилось їз кораблем потім, невідомо.

## Зовнішні посилання
- NavSource Online: Архів фотографій суден мінної війни - Hawk (AM 133) [Архівовано 12 січня 2020 у Wayback Machine.]